# Felicjan Bilocca
Felicjan Bilocca (?, 1909? - Valletta, 1987) was een Maltees geestelijke.
Bilocca behoorde tot Orde van de Capucijnen. Hij studeerde aanvankelijk elektronica, maat stapte later over en volgde een opleiding tot priester. In 1929 werd hij tot priester gewijd. Hij was toen al en aanhanger van linkse ideeën. Hij stond sympathiek tegenover de Labour Party en later de linksere Malta Labour Party. Zijn leven lang bleef hij een bewonderaar van Franciscus van Assisi.
Aanvankelijk stond hij op goede voet met Dom Mintoff, de leider van de MLP, maar later verslechterde de verhoudingen tussen de twee, toen Mintoff aanstuurde op een radicale scheiding van Kerk en staat. De Rooms-Katholieke Kerk verbood haar leden sindsdien om op de MLP te stemmen of om actief te zijn binnen die partij. Bilocca, die in nauw contact stond met aartsbisschop Michael Gonzi, de aartsbisschop van Malta, stuurde met steun van de Kerk aan op de oprichting van een nieuwe sociaaldemocratische partij. Bilocca wist Toni Pellegrini, de secretaris van de MLP los te weken. Pellegrini richtte met steun van de Kerk en geassisteerd door Bilocca de Christian Workers Party op, een nieuwe sociaaldemocratische partij die tevens christelijk was (1962).
Bij de verkiezingen van 1962 behaalde de CWP 4 zetels, doch in 1966 behaalde de CWP geen zetels meer. De partij werd toen opgeheven.
Vader Bilocca steunde nadien de MLP, hij weigerde de Partit Nazzjonalista, de christendemocratische Nationalistische Partij, te steunen die hij de "partij van de rijken" noemde. Hij was blij toen de MLP in 1971 de verkiezingen won en Mintoff premier was. Hij keerde zich echter tegen Mintoffs beleid ten opzichte van de Kerk, maar steunde wel diens anti-Britse politiek en toenadering tot de Arabische staten. Mintoff ontsloeg conservatieve katholieke radio-omroepers en benoemde progressieve katholieken voor hen in de plaats, waaronder Felicjan Bilocca. Zijn verhouding tot Mintoff bleef echter complex. Veel beter waren zijn contacten met Anton Buttiġieġ, de vicepremier en later president van Malta.
In zijn laatste jaren schreef hij een boek waarin hij het kapitalisme en het communisme bekritiseerde en het democratisch socialisme prees.
Bilocca bewonderde paus Johannes Paulus II en diens strijd tegen het communisme, maar vooral in diens strijd tegen het kapitalisme.
In 1987 overleed Bilocca vrij onverwacht in het St. Lukas Ziekenhuis te Valletta.